# جزيرة شيلوي
جزيرة شيلوي (بالإسبانية: Isla de Chiloé)‏، المعروفة أيضًا باسم جزيرة تشيلوي الكُبرى (Isla Grande de Chiloé)، هي أكبر جزيرة في أرخبيل شيلوي قبالة سواحل تشيلي، في المحيط الهادئ. وتقع الجزيرة في جنوب تشيلي، في إقليم لوس لاغوس.